# Gârla Mare
Gârla Mare est une commune roumaine du județ de Mehedinți, dans la région historique de l'Olténie et dans la région de développement du Sud-Ouest.

## Géographie
La commune de Gârla Mare est située à l'extrême sud-est du județ, dans la plaine d'Olténie (Câmpia Oltenie), sur la rive gauche du Danube, face au village bulgare de Vrăv (Врав).
La commune est composée du seul village de Gârla Mare, à 70 km au sud de Drobeta Turnu-Severin, la préfecture du județ.

## Histoire
Des objets datant du Néolithique ont été trouvés lors de campagnes de fouilles (culture de Gîrla Mare).
La commune a fait partie du royaume de Roumanie dès sa création en 1878.Pendant la seconde guerre mondiale, tous les Roms de Gârla Mare ont été déportés.

## Religions
En 2002, 97,96 % de la population étaient de religion orthodoxe et 0,84 % étaient pentecôtistes.

## Démographie
En 2002, les Roumains représentaient 76,69 % de la population totale et les Roms de Roumanie 23,24 %. La commune comptait 1 014 ménages et 1 113 logements.
| 1992  | 2002  | 2007  |
| ----- | ----- | ----- |
| 3 501 | 3 387 | 3 278 |

## Économie
L'économie est basée sur l'agriculture (céréales, vigne) et l'élevage.

## Lieux et monuments
- Étangs dans les bras morts du Danube, pêche.
- Église Pogorarea Duhului Sfant de 1838.